# 相棒 -劇場版- 絶体絶命! 42.195km 東京ビッグシティマラソン
『相棒 -劇場版- 絶体絶命! 42.195km 東京ビッグシティマラソン』（あいぼう げきじょうばん ぜったいぜつめい! よんじゅうにてんいちきゅうごキロメートル とうきょうビッグシティマラソン）は、2008年5月1日に全国東映系で公開された日本映画であり、テレビ朝日系で放送されている刑事ドラマシリーズ『相棒』の劇場版第1作である。
監督は和泉聖治、脚本は戸田山雅司。テレビ朝日開局50周年記念映画作品。
本作は人気ニュースキャスターが殺害された殺人事件に端を発した東京ビッグシティマラソンの参加者を狙う犯人と杉下右京と亀山薫ら特命係の駆け引き、その殺人事件の裏に隠された国家の思惑と南米エルドビア共和国で起きた日本人青年殺害事件等複雑に絡み合ったストーリーが描かれる。本作の時系列については、特に明らかにされていないが、劇中で行われる「東京ビッグシティマラソン 2008」と言うセリフ等から、season6とseason7の間に位置した2008年頃とされる。公開後のシリーズではSeason7 第18話『悪意の行方』、Season10 第5話『消えた女』では本作での出来事が後日談として触れられており、後者では本作と同じく戸田山雅司が脚本を担当し一部出演者が続役登場している他、亀山薫の回想シーンに本作の終盤映像が流用されている。
本作以降、劇場版もシリーズ化され、2010年に『相棒 -劇場版II- 警視庁占拠! 特命係の一番長い夜』、2014年に『相棒 -劇場版III- 巨大密室! 特命係 絶海の孤島へ』、2017年に『相棒 -劇場版IV- 首都クライシス 人質は50万人! 特命係 最後の決断』が公開された。尚、タイトルテロップの表示の際、サブタイトルが付かず、単に『相棒』としか表示されず、以後のシリーズのテロップも共通する。
2009年3月29日に日曜洋画劇場枠で地上波初放送。映画の開始前と終了後には、神戸尊（及川光博）が出演するショートドラマが放送され、尊が本作で起きた事件の詳細を知ろうとする内容が展開された。視聴率は19.5%。日曜洋画劇場枠では計3度放送されている。

## ストーリー
人気ニュースキャスターの死体が電波塔に吊るされる事件が発生、現場には「f6」という謎の記号が残されていた。その頃右京と薫は左翼過激派「赤いカナリア」から手紙爆弾を送りつけられた衆議院議員・片山雛子の警護を担当していたところ、彼女の乗る車が突如襲撃を受ける。右京と薫はそれを間一髪で阻止するが、そこにはニュースキャスター殺人事件同様に、謎の記号が残されていた。2つの事件を結びつけた2人は、一連の事件がインターネット上のSNSサイト内で行われる擬似裁判で死刑判決を受けた著名人を狙った連続殺人事件であることを突きとめ、同時に連続殺人事件の被害者達を訪ねまわる女性の存在を知る。
右京は現場に残された記号がチェスの棋譜記号であることを知り、犯人が東京ビッグシティマラソン（モデルは東京マラソン）をターゲットにしていることを掴む。そして被害者達を訪ねまわっていた女性・やよいが武藤弁護士に保護されたことを機に事件の犯人とその犯行の目的が明らかになる。
一連の犯行の動機には、5年前、一人の青年が南米の国家・エルドビアで反米勢力に拉致され人質にとられるが、国によって見殺しにされて死亡した人質事件とその事件に関する外務省の機密文書「Sファイル」の存在が絡んでいた。犯人による国への復讐は15万人の観客と3万人のランナーを巻き込む未曾有の事態に突入する。

## 登場人物

### メインキャラクター
杉下右京
演 - 水谷豊
警視庁特命係係長、階級は警部。性格は冷静沈着で理性的。捜査一課らに疎まれながらも、鋭い洞察力と推理力で難事件を解決する。
亀山薫
演 - 寺脇康文
警視庁特命係刑事、階級は巡査部長。右京と対照的な熱血漢かつお人好しな性格。TVシリーズ当初は右京についていけないと思うことがあったが次第に右京の人柄を理解していき、現在では右京の良き相棒となる。
亀山美和子
演 - 鈴木砂羽
薫の妻でフリージャーナリスト。薫とは大学時代からの付き合いで、TVシリーズでの紆余曲折を経て結婚、現在に至る。さばさばした性格。今回はたまきと共に東京ビッグシティマラソンに参加している。
宮部たまき
演 - 益戸育江
小料理屋「花の里」の女将で右京の元妻。TVシリーズではおしとやかな雰囲気の女性だが、本作では美和子同様に東京ビッグシティマラソンに参加する活動的な面を見せる。
伊丹憲一
演 - 川原和久
警視庁捜査一課刑事、階級は巡査部長。特命係のライバル的存在の“トリオ・ザ・捜一”の一人。薫のライバルで何かと薫に突っかかってくるが、今回では協力して事件解決にあたる。
三浦信輔
演 - 大谷亮介
刑事部捜査一課刑事。階級は巡査部長。“トリオ・ザ・捜一”の一人で最年長。
芹沢慶二
演 - 山中崇史
警視庁捜査一課刑事、階級は巡査。“トリオ・ザ・捜一”の一人でトリオ内の年少者。口の軽いお調子者で、特命係に捜査情報を教えることもしばしばある。
角田六郎
演 - 山西惇
警視庁組織犯罪対策部組織犯罪対策5課長、階級は警視。「暇か？」を口癖によく特命係の部屋に入り浸ることが多い。
米沢守
演 - 六角精児
警視庁刑事部鑑識課員、階級は巡査部長。趣味の落語を通じて右京と意気投合し、何かと特命係に協力するオタク的な人物。
内村完爾
演 - 片桐竜次
警視庁刑事部部長。階級は警視長。刑事部の面子を重視し、特命係が独自に捜査をすることを快く思わないが、今作では、特命係の二人に片山雛子の警護の任務を命じる。
中園照生
演 - 小野了
警視庁刑事部参事官。階級は警視正。内村の腰巾着的存在。
大河内春樹
演 - 神保悟志
警視庁警務部人事第一課主席監察官、階級は警視。特命係の実力を評価し、信頼している。
小野田公顕
演 - 岸部一徳
警察庁長官官房室室長、階級は警視監。過去の出来事で右京を特命係に追いやった張本人。特命係を助ける行動に出ることもあれば敵対することもある。
瀬戸内米蔵
演 - 津川雅彦
衆議院議員で元法務大臣。元坊主という経歴を持ち、曲がったことが嫌いな性格。特命係とは様々な事件の中で親しい間柄となる。
片山雛子
演 - 木村佳乃
元外務大臣片山擁一を父に持つ「平成未来派」に属する2世議員。右京と薫が関わった事件の中で、2人からの追求をかわした人物。
片山擁一
演 - 小野寺昭
元外務大臣で雛子の父親（現在は故人）。瀬戸内・御厨と合わせて「衆議院の三古狸」と呼ばれ、反りの合わない瀬戸内と御厨の仲介役でもあった。
陣川公平
演 - 原田龍二
捜査一課1係の経理担当、階級は警部補。誤認逮捕を繰り返し一時特命係に配属された「特命係第3の男」。本作では連続殺人事件の鍵となるSNSサイトを発見する働きを見せた。

### 通常回にも登場したゲストキャラクター
鹿手袋啓介
演 - 西村雅彦
院内紙記者で美和子の元彼。雛子の周りを嗅ぎ回る一方で、雛子の協力者として暗躍することもある。
武藤かおり
演 - 松下由樹
特命係とも関わりのある弁護士。捜査一課に取調べを受けるやよいの弁護を担当。
ヒロコ
演 - 深沢敦
特命係の知人でゲイバー「髭と薔薇と…。」のママ。本作では東京ビッグシティマラソンに参加する美和子とたまきの応援に駆けつける。
リサ
演 - はるな愛
ゲイバー「髭と薔薇と…。」の従業員。東京ビッグシティマラソンに参加する美和子とたまきの応援にヒロコと共に駆けつける。
守村やよい
演 - 本仮屋ユイカ
大学生。木佐原芳信の娘。
一連の事件に塩谷が絡んでいると確信し、連続殺人事件の被害者に生前面会を求めていた。
かつての名は、「木佐原康江」だったが、兄である渡へのバッシングの影響により「守村やよい」へと名前を変える。名義を変更することを勝手に決めた父に複雑な感情を抱いている。
事件終結後はエルドビアに渡り、NPO活動を経てジャーナリストへの道を歩んでおり、後に、ドラマの方でもseason10 第5話に再びゲストとして登場しており、本作での事件に触れられている｡
三奈瀬恭介
演 - 崎山凛
警察庁警備局員。
原武清文
演 - 山田明郷
警視庁警備部部長。

### 映画単発のゲストキャラクター
塩谷和範
演 - 柏原崇
一連の事件の犯人と目される男。
木佐原渡の親友でNPOに誘ったことがある。自分の代わりにエルドビアに行った渡に対し責任を感じている。
木佐原渡
演 - 細山田隆人
NPOに参加しエルドビアで難民救済活動を行っていた青年。
5年前に、ゲリラに日本政府への身代金目的で拉致され、日本政府が要求を拒否したため殺害された。退去勧告が出ていながらもエルドビアに留まったのは自己責任だと激しく非難されていた。
棟田土岐男
演 - 二階堂智
警察庁警備局参事官。
安永聡子
演 - 長谷部香苗
ヤスナガ美容クリニック院長。
ランナー11821
演 - 岸谷五朗（友情出演）
東京ビッグシティマラソンの参加者。
連続殺人事件の犯人の作戦により、捜査員達に取り押さえられる災難に遭う。
有森裕子
演 - 有森裕子（本人役）
東京ビッグシティマラソンのゲストランナー。
御厨紀實彦
演 - 平幹二朗
元内閣総理大臣。東京ビッグシティマラソンでは瀬戸内と共に発起人を勤める。瀬戸内とは反りが合っておらず、片山の死後は疎遠になってしまうが、かつては瀬戸内・片山とともに「衆議院の三古狸」と呼ばれていた。無類のチェス好きとして知られる。
木佐原芳信
演 - 西田敏行
木佐原渡の父親。渡の事件が元でマスコミや大衆から激しい非難を浴び、大学教授を辞任する。武藤にやよいの弁護を依頼する。

## 制作
映画化の構想はseason4終了後の打ち上げで出始め、2007年3月、season5撮影終了後から脚本を作り、6月上旬にクランクインした。2007年6月13日と6月26日には、公式サイトで募集した1万人のエキストラが参加した撮影が行われた。

## スタッフ
- 監督 - 和泉聖治
- 脚本 - 戸田山雅司
- 音楽 - 池頼広
- 制作総指揮 - 君和田正夫
- 製作統括 - 早河洋、坂上順
- 製作 - 上松道夫、鈴木武幸、水谷晴夫、畠中達郎、亀井修、水野文英、吉田鏡
- エグゼクティブプロデューサー - 亀山慶二
- 企画 - 梅澤道彦、中曽根千治
- プロデューサー - 松本基弘、上田めぐみ、香月純一、西平敦郎
- 撮影 - 会田正裕（JSC）
- 照明 - 大久保武志
- 美術 - 伊藤茂、近藤成之
- 録音 - 舛森強
- 編集 - 只野信也
- 助監督 - 東伸児
- スクリプター - 広川貴美子
- 制作主任 - 金井光則
- 制作担当 - 今村勝範
- VFX - 白組
- 音響効果 - 佐々木英世（東洋音響）
- 選曲 - 藤沢信介（TOVIC）
- アソシエイトプロデューサー - 伊東仁、遠藤英明
- 脚本作成協力 - 須藤泰司
- 音楽プロデューサー - 津島玄一
- 宣伝統括 - 多田憲之
- 宣伝プロデューサー - 出目宏
- 製作プロダクション - 東映東京撮影所、東映テレビ・プロダクション
- 製作委員会 - 「相棒 -劇場版-」パートナーズ（テレビ朝日、東映、トライサム、アミューズ、小学館、朝日放送、メ〜テレ）
- 配給 - 東映

## DVD
2008年10月22日発売。発売元はテレビ朝日、販売元はワーナー・ホーム・ビデオ。
- 相棒 -劇場版- 絶体絶命! 42.195km 東京ビッグシティマラソン DVD通常版（1枚組）
  - 映像特典「相棒 -劇場版-」DVD豪華版スペシャル・ダイジェストと「相棒」シリーズ最新情報。
- 相棒 -劇場版- 絶体絶命! 42.195km 東京ビッグシティマラソン DVD豪華版BOX（4枚組・数量限定生産）
  - 本編DVDとメイキングとキャスト&スタッフインタビュー集、そして各種イベント映像・特報・劇場予告・TVスポット集・番組内告知集が収録された特典DVD3枚が収録。封入特典は「相棒 -劇場版-」特製ブックレット（14P）。特製アウターケース&デジパック仕様。

## 反響
前売り券売上並びにオープニング動員数は好調で、GW期間の映画興行ランキング1位に輝き、2008年上半期での映画興行ランキングでも1位に輝いた。来場者数は350万人を突破。最終興行収入44.4億円という東映映画としては『男たちの大和/YAMATO』（2005年12月公開）以来の久々の大ヒット作となった。

### 受賞歴
- 第32回日本アカデミー賞優秀助演男優賞 寺脇康文[7][8]
- 第26回ゴールデングロス賞 日本映画部門 優秀銀賞[9]